# سیارک ۱۶۰۲۱
سیارک ۱۶۰۲۱ (به انگلیسی: 16021 Caseyvaughn، نامگذاری:1999CG81) شانزده هزار و بیست و یکمین سیارک کشف شده‌است که در ۱۲ فوریه ۱۹۹۹ کشف شد.
قدر مطلق سیارک برابر ۱۶.۲ است.